# Popovice (ort i Tjeckien, Zlín)
Popovice är en ort i Tjeckien.   Den ligger i distriktet Okres Uherské Hradiště och regionen Zlín, i den östra delen av landet, 250 km sydost om huvudstaden Prag. Popovice ligger 262 meter över havet och antalet invånare är 1 091.
Terrängen runt Popovice är platt. Runt Popovice är det ganska tätbefolkat, med 111 invånare per kvadratkilometer. Närmaste större samhälle är Uherské Hradiště, 5,3 km väster om Popovice. Trakten runt Popovice består till största delen av jordbruksmark.